# Шах-бокс
Шах-бокс је хибридни спорт који комбинује две традиционалне дисциплине: шах и бокс. Два такмичара играју наизменично рунде блиц шаха и бокса док један не победи матом или нокаутом. Такође је могуће победити времесном каѕном као и у нормалном шаху,као и боксерском одлуком ако је у шаховској рунди нерешено.
Обично се догађаји одржавају у боксерском рингу користећи аматерску боксерску опрему и правила. Шаховска рунда се такође игра у рингу са померањем стола, табле и седишта у и ван ринга за сваку рунду.
Органи управљања шаховским боксом су  World Chessboxing Association и World Chess Boxing Organisation.
Шах-бокс је измислио француски стрип уметник Енки Билал а прилагодио га холандски уметник перформанса Иепе Рубинг као уметнички перформанс да би касније прерастао у такмичарски спорт. Шах-бокс је посебно популаран у Уједињеном Краљевству, Индији, Финској, Француској и Русији.

## Историја
Ранија верзија комбиновања шаха и бокса десила се у боксерском клубу изван Лондона касних 1970-их. Браћа Робинсон су имали навику да играју партију шаха један против другог након тренинга у свом боксерском клубу. Концепт шаховског бокса је први пут споменут 1979. у кунг фу филму The Mystery of Chess Boxing режисера Џозеф Куо, где се односи на кинеску варијанту шаха, шангки. Као омаж истоименом филму, бенд Wu-Tang Clan је шах-бокс увео у широке народне масе 1993. године песмом „Da Mystery of Chessboxin”.
Први шах-бокс догађај организовао је холандски уметник Иепе Рубинг. Рубингова идеја да створи нови спорт који спаја две дисциплине, шах и бокс потиче из стрипа Froid Équateur из 1992. године, француског стрип уметника Енки Билал, који приказује светски шампионат у шах-боксу. У стрипу, међутим, противници се боре читав бокс меч пре него што се суоче један са другим у партији шаха. Сматрајући да је ово непрактично Рубинг је даље развијао идеју све док се није претворила у такмичарски спорт какав је шах-бокс данас; са наизменичним рундама шаха и бокса и детаљним скупом правила и прописа.

### Почеци
Прво такмичење у шаховском боксу одржано је у Берлину 2003. године. Исте године у Амстердаму је одржана прва борба на светском првенству у сарадњи са Холандским боксерским савезом као и Холандском шаховском федерацијом и под покровитељством WCBO-а која је основана у Берлину непосредно пре тога. Холандски борци средње категорије Иепе Рубинг и Жан Луи Венстра су се суочили у рингу. Након што је његов противник прекорачио временско ограничење у шаху, Рубинг је победио у једанаестој рунди, уписавши се у историју као први светски шампион у шах-боксу.

### WCBO и WCBO
До 2012. Рубинг у Берлину и Тим Вулгар у Лондону постали су две главне личности шах-бокс сцене. Рубингови догађаји су обично имали озбиљнији тон, док су Вулгарови донели атмосферу забаве и већу публику. Ова два шампиона новог спорта нису успела да се договоре око формирања јединственог стила, што је на крају оставило спорт са два управљачка тела: Светскa шах-бокс асоцијацијa (WCBA) и Светскa шах-бокс организацијa (WCBO). Овај период у историји шах-бокса овековечен је у филму By Rook or Left Hook – The Story of Chessboxing.

### 2005–2008: Први шампиони
Прво Европско првенство у шах-боксу одржано је у Берлину 1. октобра 2005. године. Садашњи коментатор шаховског бокса Андреас Дилшнајдер поражен је од Тихомира Доврамађијева (ФИДЕ мајстор) када је предао у деветој рунди шаха, чинећи потоњег првим европски шампион у шах-боксу. Видео извештај немачког телевизијског канала РББ је детаљно представио догађај. 2006. године више од 800 гледалаца испунило је Глорија театар у Келну за квалификациону борбу за светско првенство између Зорана Мијатовића и Франка Столта. Франк Столт је победио у седмој рунди шаха након предаје противника. Након квалификација за титулу 2006. године, Франк Столдт се борио против Американца Дејвида Депта у новембра 2007. у Берлину за прву титулу светског шампиона у полутешкој категорији. Више од 800 карата продато је за догађај у клубу Тапе у Берлину, што га чини највећом борбом за титулу у шах-боксу до тада. Столдт је победио Депта у седмој рунди и тиме учврстио статус Берлина као водећег града у свету шах-бокса и постао први немачки шампион света.

### 2008–2011: Раст
Шах-бокс је први пут добио признање од Међународне шаховске федерације ФИДЕ априла 2008. године; њен председник Кирсан Иљумжинов је учествовао у демо борби шах-бокса у Елисти. 2008. године основани су шаховски клубови у Лондону и Краснојарску. 2009. године, Шах-бокс клуб у Лос Анђелесу; први те врсте у Сједињеним Америчким Државама, а после њега њујоршки шах-бокс клуб 2010.

### 2011–2014: Глобална експанзија
Године 2011, WCBO и глобална шах-бокс заједница, направили су највећи искорак у свом развоју до тада оснивањем Шах-бок организације Индије и експанзијом у Азији, укључујући шах-бокс организације Кине и Ирана, основане 2012. Поред тога, настаје шах-бокс организација САД-а. А европски покрет је ојачан оснивањем Италијанске шах-бокс федерације 2012. WCBO је постао регистрована асоцијација према немачком закону 2014. године основан је Chess Boxing Global Marketing CBGM GmbH; од маја 2013. одговоран је за организовање свих професионалних шаховских борби широм света и пре свега за организацију Светског првенства у шах-боксу.
Шаховску боксерску организацију Индија основао је 2011. званичник у кик-боксу и бивши шампион Индије у кик-боксу и каратеу Монту Дас. Овим је раст шаховског бокса у Азији добио замах, а прву шах-бокс организацију у западној Азији већ је изградио у наредној години други искусни званичник у свету кик-бокса, Фереидоун Поуиа, који је покренуо шах-бокс организацију Ирана.
2013 и 2014 настају Московски шах-бокс клуб и Фински шах-бокс клуб.

## Правила
Меч се састоји од једанаест наизменичних рунди шаха и бокса, које почињу и завршавају шахом. Свака боксерска рунда траје три минута, након чега следи пауза од једног минута. Шаховске рунде су временски ограничене, на по девет минута додељених сваком играчу и без повећања на сату након што је направљен потез.

### Одлуке
Утакмица у шах-боксу може се завршити на било који од следећих начина:
- Победа нокаутом или техничким нокаутом у боксу
- Победа шах-матом у шаху
- Пораз због прекорачења времена шаховске партије; блиц шах
- Пораз предајом у било којој дисциплини
- Дисквалификација једног борца од стране судије у било којој дисциплини након више упозорења (за продужену неактивност, предуго време играња, кршење правила, итд.)
  - Ово правило спречава борца који је у непобедивој позицији у једној дисциплини да одуговлачи да покуша да победи у другој.

Ако се партија шаха заврши нерешено пре последње рунде, одржава се још једна рунда бокса. Ако се и ова рунда заврши без чисте победе, борац који је испред по боксерским поенима побеђује у укупном мечу. Ако се шаховски жреб догоди у последњој рунди, борац који има предност по бодовима се одмах проглашава за победника. У оба случаја, ако се борба заврши са изједначеним бројем поена, онај који игра црне шаховске фигуре побеђује у борби, јер нема предност првог потеза у шаху.

### Тежинске категорије
Као и бокс, шах-бокс се дели на тежинске категорије. Тренутно се следеће односе на професионалне догађаје у шах-боксу:

#### мушкарци (17+ година)
- лака до 70 kg
- средња до 80 kg
- полу-тешка до 90 kg
- тешка преко 90 kg

#### Жене (17+ година)
- лака до 55 kg
- средња до 65 kg
- полу-тешка до 75 kg
- тешка преко 75 kg

## Посебни захтеви и обука
Шах-боксер мора да има јаке вештине и у шаху и у боксу да би му се дозволило да се такмичи у професионалној шах-бокс борби. Тренутни минимални захтеви за борбу су Ело рејтинг од 1.600 и бар педесет аматерских мечева у боксу или некој другој сличној борилачкој вештини. Један одлучујући фактор у шах-боксу је да борци углавном морају да тренирају брзи шах; вештине које захтева брзи шах се разликују од оних за шах који користи класичне контроле времена. Међутим, шах-бокс није само способност да се савладају оба спорта, већ пре свега, да се издржи прелазак са једног спорта где се тражи снага (превасходно) на други где се тражи тактичко размишљање. После три минута бокса и 1 минута паузе противници морају да се суоче један са другим за шаховском таблом притом морају да делују смирено и тактички размишљају. Ова промена постаје све тежа за спортисте како такмичење одмиче.
За увежбавање ових вештина користи се специјализовани тренинг шах-бокса у коме се комбинују физички интервални облици тренинга са блиц или брзим шаховским играма. Тиме борци усвајају ритам борбе у шаху. Они ће користити вежбе попут „шаха на стази“ и „шаха на степеницама“, у којима ће партнери у тренингу играти 18-минутну партију брзог шаха у шест рунди, са интензивним вежбама трчања између, попут спринта на 400 метара или спринта степеницама. Друге уобичајене методе тренинга комбинују игре брзине шаха са вежбама снаге као што су склекови. Класични тренинг шах-бокса је спаринг у кутији у комбинацији са игром брзог шаха.